# 卡里古拉 (劇本)
《卡里古拉》（Caligula）是法國哲學家與作家亞伯特·卡繆於1938年为阿尔及利亚的戏剧小组写的，于1944年由伽利瑪出版社出版的劇作，1945年在巴黎埃貝爾多劇院首演。该作品是加缪在是看了苏埃托尼乌斯的《十二恺撒传》之后写的。劇中的主角卡里古拉在歷史上是羅馬帝國第三任皇帝，以殘忍、恐怖統治與各種荒唐行徑著稱。在《卡里古拉》的最後一幕，他所主張的荒謬的邏輯失败了，他也被他所故意催生的政變集團所刺殺。許多評論認為這是一部存在主義的作品，但卡繆一向反對別人給他加上存在主義的哲學立場標籤。

## 劇情概要
卡利古拉是个相当和蔼可亲的君主，不料他的妹妹和情人德鲁西娅死了，他就发现这样的世界不能令人满意。从此，他就迷上不可能的事情，染上鄙夷和憎恶的情绪，要杀戮和系统地蹂躏所有价值，以这种方式运用他所发现的自由，最终认识到这种自由并不好。他否认友谊和爱情，否认人的基本关系、善和恶。他抓住周围的人讲的话，迫使他们言行一致；生活的激情将他拖向拒绝和破坏，他就以拒绝的力量和破坏的疯狂，将他周围铲平了。
各幕劇情概要：

### 第一幕
卡里古拉在胞妹德魯西亞過世後獨自離開皇宮，連續三天音訊全無。貴族們在皇宮內討論著卡里古拉失蹤的原因為何，讚揚他從前的統治風格，並在言談中展現出強烈的安於現狀的生活態度。
不久，卡里古拉渾身泥濘、污穢不堪地回到皇宮後，首先在皇宮花園遇見密友赫里功。他向赫里功展示了在這三天當中他所領悟到的真理：人們死去了，且他們並不快樂。如果不想辦法毀棄世間尋常的邏輯、得到不可能的事物──例如尋找月亮──那麼這個現狀便永遠不可能改變。他認為人們之所以還能夠怡然自得地生活，正是因為他們被謊言與自欺包圍著、無法正視這個簡單到近乎愚蠢的真理，而他將想辦法把這個真理傳達給這些人。
之後，卡里古拉出現在眾人面前，當著財務大臣的面要求廢止所有貴族子女的繼承權，並強迫貴族們改立遺囑、將財產捐獻給國家。他進一步主張必要時這些貴族都可以處死，因為如果對財務大臣而言，國庫是最重要的事情的話，那麼為了貫徹這個邏輯，人命就應該是毫不重要的。他將備感震驚的財務大臣、西庇阿、色瑞亞和眾貴族趕走之後，在凱索妮亞面前哭泣，顯露出他在領悟真理之後心底的糾結與痛苦。隨後，他重新堅定了意念，決定要讓自己凌駕諸神、扮演命運、將月亮攫於雙掌之中、將不可能的事物化為可能。在第一幕的最後，卡里古拉古怪地盯著鏡子，用勝利的語調說：「卡里古拉！」象徵著一個對抗荒謬的英雄的誕生。

### 第二幕
德魯西亞過世三年後，卡里古拉的暴虐行徑日益囂張，眾貴族聚集在色瑞亞的家中進行籌劃政變的秘密會談。色瑞亞及時出現，制止了難抑憤怒、打算前去皇宮的眾貴族。他提醒眾貴族刺殺卡里古拉的時機尚未成熟，並強調卡里古拉的特別與可怖之處不在於他濫用權力，而在於他剝奪了人們生命的意義、讓人的生存失卻了理由，這是追求心靈平靜的色瑞亞所不能接受的。
眾貴族們冷靜下來之後，卡里古拉、凱索妮亞和赫里功突然造訪，因為卡里古拉要去參觀一個武士的處決，所以順路到色瑞亞的家與眾貴族們共進午餐。在餐桌上，卡里古拉談及那位被判死刑的武士，主張「不必做甚麼就能被殺死」。他粗魯地進食、惡意地調侃雷比達斯（卡里古拉殺了他的兒子）、並在穆西阿斯面前將他的妻子帶到隔壁房間予以污辱。完事之後，卡里古拉又向財務大臣要求必須從明天開始封閉公共穀倉、讓全國鬧饑荒，因為他想透過自由決定一個災難的發生與結束來證明他的自由。
吩咐完饑荒開始的命令後，卡里古拉趕走了眾貴族，只留下色瑞亞和梅利亞。他想和他們討論國立妓院經營不善的問題。最後，他想出的解決辦法為設計一種新獎章，賞給光顧國立妓院次數最多的人，且任何一個公民若一年內沒有得到獎章，就要被放逐或斬首。討論中途，卡里古拉注意到梅利亞在啜飲一個小藥瓶，便指控梅利亞懷疑卡里古拉下毒害他、正在服用解毒藥。他認為不管梅利亞的懷疑是正確或錯誤的，他都忤逆了卡里古拉，於是當場逼迫梅利亞服毒自盡。梅利亞死後，凱索妮亞確認了他的藥瓶裡頭裝的是治療氣喘的藥，卡里古拉聽了便說：「結果都是一樣的。早一點，或晚一點……」說完便匆匆下台。
接著西庇阿也造訪了色瑞亞的家。由於卡里古拉殺了他的父親，他心中對於昔日好友卡里古拉的愛與恨痛苦地糾結在一起。在與凱索妮亞和赫里功打過照面後，西庇阿見到了卡里古拉，卡里古拉希望聽聽西庇阿近日創作的詩句。西庇阿勉強朗誦了一首關於「自然」的詩，卻意外發現卡里古拉對於自然的看法與他若合一契。在狂喜與憎恨的漩渦中，西庇阿指責卡里古拉的心是虛偽、惡毒且孤獨的，卡里古拉怒聲反駁說西庇阿根本不懂何謂孤獨，不懂他想要拋下一切追尋自由、卻始終做不到而為世界所拋棄的那種孤獨。發怒過後，卡里古拉變得虛弱而失望，西庇阿猶豫但同情地問說：「當生命使人們軟弱無力、難以忍受的時候，人們就轉身尋找他們的慰藉。您的一生中，存在著那樣的慰藉嗎？」卡里古拉平靜地回答：「有的，就是蔑視。」

### 第三幕
卡里古拉古怪地扮演成維納斯，凱索妮亞和赫里功帶領眾貴族向卡里古拉頌唱禱文，頌唱完畢後卡里古拉還公然向眾貴族索取貢物和奉獻。西庇阿對此感到不滿、認為卡里古拉是在褻瀆神明，他主張卡里古拉扮演的不是神明、而是暴君。卡里古拉反駁說暴君會為了自身野心而進行戰爭、犧牲人民，但他自己殺人並非為了野心，而是因為他平等地看待他人與自己的生命。戰爭背後總有個道理，而他所扮演的則是冷酷無情、毫無道理的荒謬命運。西庇阿警告卡里古拉終有一天會激起眾怒而被刺殺後，遭卡里古拉斥退。
眾人下台後，赫里功向卡里古拉報告色瑞亞正在秘密籌畫政變，但卡里古拉卻故作充耳不聞，提到關於刺殺他的事物他早就曉得了，並要求赫里功未尋得月亮就別來見他。赫里功將作為色瑞亞謀反證據的木片呈上後便默默離去。老貴族緊接著上台，要向卡里古拉密報色瑞亞與眾貴族的陰謀，但在卡里古拉戲謔地暗示他無法忍受背叛朋友的可鄙行為之後，老貴族只能慌張地收回自己的告密而離去。
老貴族離開後，卡里古拉派人叫色瑞亞過來。在等待的過程中，卡里古拉焦躁地自言自語，對自己貫徹邏輯的作為不安地自諷著，但隨後又重新堅定起來。色瑞亞出現後，卡里古拉直接問道為什麼色瑞亞不喜歡他，色瑞亞坦白地回答道他和一般人一樣需要獲得安穩、生存和幸福，而卡里古拉貫徹荒謬邏輯的舉動使得這些事物再也得不到了，但惟有生存和幸福對他和其他人而言才是有意義的。雖然他理解、某種程度上甚至同意卡里古拉，但他仍然認為卡里古拉必須下台。談話結束後，卡里古拉當著色瑞亞的面，將作為色瑞亞謀反的唯一證據的木片燒掉，象徵他洗刷了色瑞亞的罪孽，並暴笑道：「你的皇上只要守住他的憑藉就夠了，那就是他生存和快樂的方法。」並在火光中目送目瞪口呆的色瑞亞離去。

### 第四幕
色瑞亞在皇宮密室中請求西庇阿參與政變計畫，但西庇阿痛苦地拒絕了，因為他無法做決定。他自覺內心深處無法真正痛恨卡里古拉，因為他了解卡里古拉也正在忍受痛苦。色瑞亞因為卡里古拉將他自身的絕望灌輸給年輕的西庇阿而大感憤怒。不久，赫里功前來通報卡里古拉邀請色瑞亞參與宴會，臨走前西庇阿向色瑞亞說：「要盡量去理解啊！」色瑞亞則回答：「不，西庇阿。」兩人匆匆離開舞台。
不久，士兵護衛著貴族甲、老貴族和色瑞亞到皇宮某廂房，三人本以為卡里古拉打算殺掉他們，結果卡里古拉出現時穿著芭蕾舞者的裙子、頭戴花圈、跳著怪裡怪氣的舞蹈。舞蹈結束後，凱索妮亞要求三人評論卡里古拉的舞蹈，三人言不由衷地予以稱讚。凱索妮亞離開後，赫里功上前警告色瑞亞不要對卡里古拉動歪腦筋，並對貴族那般崇尚美德、安逸度日、貪婪又虛偽的正人君子形象冷嘲熱諷一番，認為他們根本沒有資格審判不分日夜忍受痛苦的卡里古拉。
赫里功離開不久，又有數位貴族到場，凱索妮亞宣稱卡里古拉患了胃病而嘔血，其中二位貴族趁機奉承一番，一位發誓皇上一旦痊癒便捐錢給國庫，一位誇張地請求朱比特讓他代皇上而死。此時卡里古拉突然現身，向願意獻身的那位貴族表達感動之情，並對士兵下令將他帶去處決，隨後又躲回幕後。色瑞亞和貴族甲緊接著出現，凱索妮亞佯裝悲傷說道卡里古拉駕崩了，但色瑞亞鎮定自諾地致上遺憾之意，此時卡里古拉再度現身，說道：「演得好，色瑞亞！」之後便離開舞台。
凱索妮亞臨時宣布舉行即席賦詩，召集了西庇阿、梅特拉斯和另十二位詩人。卡里古拉再次出現，宣佈題目是「死亡」。時間結束後，詩人一個個走上前朗誦詩作，卡里古拉一聽到不滿意處便吹哨命令詩人下臺，幾乎所有人都只唸了開頭便被打斷，只有西庇阿能完整誦讀自己的作品。卡里古拉命令剩餘的詩人排隊一邊離開、一邊將各自書寫板上的詩作舔乾淨，並指示所有人離開。色瑞亞見機不可失，臨去之時和眾貴族耳語即將發動政變。西庇阿聽見之後，走回卡里古拉面前與他訣別，最後他真情流露地說：「當一切都結束時，記住我是愛您的。」說完便離開舞台。
屋內剩下卡里古拉和凱索妮亞二人。凱索妮亞絕望地問道：「你就不能──哪怕一分鐘也好──盡情地生活嗎？」卡里古拉聲稱貫徹想法正是他生活的方式，並說了許多自暴自棄的厭世言論。凱索妮亞擁抱著他、試圖讓他找回對生活的熱情的同時，此時屋外響起了陣陣金鐵交迸、干戈四起的聲音，凱索妮亞驚慌又堅定地安慰卡里古拉，但卡里古拉明白自己大限已到。在與凱索妮亞相互對彼此最後一次真情流露和坦誠以對之後，卡里古拉重新振作了精神，硬起心腸將凱索妮亞親手勒斃。凱索妮亞死後，卡里古拉失落地將她的身體放到床上。在空無一人的屋內，卡里古拉再度變得脆弱，哭泣著哀嘆：「何處能止我的渴呢？誰能賜我一座大湖般的深遂呢？」赫里功自舞台一角警告卡里古拉叛軍將近，語畢便慘叫一聲中劍倒下。最後，舞台兩側兵器交鳴、人聲大作，卡里古拉拿起一個腳凳砸向鏡子，尖叫道：「留名青史吧，卡里古拉！留名青史吧！」鏡子破碎的同時，西庇阿與色瑞亞衝入室內，匕首刺向卡里古拉的臉，叛變的眾貴族隨之跟進，眾人混亂地刺殺著他。在最後一聲喘氣、哽咽與笑聲中，卡里古拉大叫：「我仍然活著！」

## 主题
如果说卡利古拉的真理就是反抗命运，那么他的谬误在于否定人。要毁掉一切，就不能不毁掉自身。因此，卡利古拉闹得众叛亲离，还忠于自己的逻辑，竭力将别人武装起来反对他，最后杀掉他。
《卡利古拉》是一种高级自杀的故事，这是谬误的最富人性的也最悲惨的故事。卡利古拉忠于自己而不忠于别人，以死来换取一个明白：任何人都不可能单独拯救自我，也不可能得到反对所有的人的自由。但这四幕剧是没有哲理的。假使有哲理，也只能停留在主人公这种断言的水平上：“人必有一死，他们并不幸福。”这种理念微不足道。

## 主要角色

### 卡里古拉（Caligula）
身邊的人又稱他為卡伊屋斯（Cauis）。羅馬帝國第三任皇帝（37 – 41），執政初期頗受臣民愛戴，但妹妹德魯西亞（Drusilla）的突然病逝使他領悟到：人們在這荒謬世間的生存，根本毫無幸福可言。之後，他以暴虐和淫靡的行徑來面對荒謬、進行反抗，試圖證明自己的存在還有些許影響力，並向臣民展示他自絕望的最深處反省而得的真理。最後遭色瑞亞和眾貴族們所刺殺。

### 凱索妮亞（Caesonia）
卡里古拉的王妃，在卡里古拉性情大變之後仍無怨無尤地支持他，不斷藉由強調人世間既有的幸福與歡樂，試圖使卡里古拉與現實世界和解。她雖然不認同卡里古拉的種種倒行逆施，但又往往順從他的意志、扮演著助紂為虐的角色，內心對於卡里古拉的感情常常處於矛盾與掙扎的狀態。最後為卡里古拉所殺。
歷史上，米洛妮亞·凱索妮亞（Milonia Caesonia）是卡里古拉的第四任妻子。

### 西庇阿（Scipio）
一位青年詩人，與卡里古拉年齡相近，彼此因為同樣有著對文學的愛好而成為朋友。德魯西拉死後，卡里古拉處決了西庇阿的父親。西庇阿雖然心中充滿仇恨，卻又因為同情卡里古拉的想法而遲遲無法下定決心參與色瑞亞的刺殺計畫。最後，他向卡里古拉表明心意與訣別，並隨後參與了謀反計畫、與色瑞亞共同刺殺了卡里古拉。

### 色瑞亞（Cherea）
貴族，刺殺卡里古拉的政變主謀者。性格冷靜而務實，將憤怒但懦弱的眾貴族們組織成一股可觀的反叛力量。他雖然理解卡里古拉的想法，但他始終堅定地抱持與一般人相同的哲學立場：放棄貫徹荒謬的邏輯，追求生存與快樂。最後他與西庇阿、眾貴族聯合刺殺了卡里古拉。
歷史上，真正刺殺了卡里古拉的人是近衛軍隊長卡西烏斯·卡瑞亞（Cassius Chaerea），與劇中的色瑞亞（Cherea）名字僅相差一個「a」。

### 赫里功（Helicon）
出身低微，被卡里古拉擢升為近臣，在卡里古拉性情大變後始終支持著他，與凱索妮亞同為他身邊少數願意聽他傾訴心事的人。雖然他不認為卡里古拉的想法是可能實現的，但他仍舊予以同情，並盡他所能地對抗貴族的反叛勢力，最後為色瑞亞率領的政變集團所殺。

## 其他角色
- 德魯西拉（Drusilla）：卡里古拉的妹妹，在本劇開始之時剛過世不久。關於歷史上卡里古拉的妹妹請參考Julia Drusilla。
- 塞涅克斯（Senectus）：老貴族，性格怯懦，政變的共謀者
- 雷比達斯（Lepidus）：貴族，其子遭卡里古拉殺害
- 穆西阿斯（Mucius）：貴族，其妻為卡里古拉所辱
- 奧大維（Octavius）：貴族，其妻遭卡里古拉送入妓院
- 梅利亞（Mereia）：貴族，遭卡里古拉誣陷殺害
- 梅特拉斯（Metellus）：貴族，詩人
- 帕西阿斯（Patricius）：監督，卡里古拉的財務大臣
- 眾貴族、眾衛士、眾僕人、眾詩人